# Quận Benzie, Michigan
Quận Benzie một quận thuộc tiểu bang Michigan, Hoa Kỳ. Quận lỵ đóng ở Beulah6. Theo điều tra dân số năm 2000 của Cục điều tra dân số Hoa Kỳ năm 2000, quận có dân số 15.998 người.

## Địa lý
Theo Cục điều tra dân số Hoa Kỳ, quận có diện tích 860 dặm vuông Anh (2.227,4 km2), trong đó có 538 dặm vuông Anh (1.393,4 km2) là diện tích mặt nước.

### Quận giáp ranh
- Quận Leelanau - bắc
- Quận Grand Traverse - đông
- Quận Manistee - nam
- Quận Kewaunee, Wisconsin - tây nam
- Quận Door, Wisconsin - tây bắc